# Mount Andreyev
Mount Andreyev (russisch Пик Андреевой, norwegisch Andreevfjellet) ist ein 2320 m hoher Berg im ostantarktischen Königin-Maud-Land. Er ragt in der Orvinfjella nahe der Südwestseite der Dallmannberge auf, wo jene die Südwestwand des Bergkessels Brattebotnen bildet.
Erstmals gesichtet wurde der Berg vermutlich bei der Deutschen Antarktischen Expedition 1938/39. Teilnehmer der Dritten Norwegischen Antarktisexpedition (1956–1960) kartierten ihn anhand von Luftaufnahmen. Bei der von 1960 bis 1961 dauernden sowjetischen Antarktisexpedition erfolgte eine erneute Kartierung und die Benennung  nach dem sowjetischen Geographiehistoriker Alexander Ignaschewitsch Andrejew (1887–1959). Die russische Benennung übertrug das Advisory Committee on Antarctic Names im Jahr 1970 ins Englische.